# М20 (КШМ)
M20 (командно-штабна машина) (англ. M20 Armored Utility Car) — командно-штабна машина армії США часів Другої світової війни, створена на базі шасі бойової розвідувальної машини M8.

## Країни-оператори
| - Австрія - Бельгія - Бенін - Бразилія - Буркіна-Фасо - Венесуела - В'єтнам | - Греція - Ефіопія - Іран - Італія - Камбоджа - Камерун - Колумбія | - Республіка Китай - Південна Корея - Лаос - Мадагаскар - Марокко - Мексика - Нігер | - Норвегія - Перу - Португалія - Саудівська Аравія - Сенегал - США - Таїланд | - Того - Туніс - Туреччина - Франція - ФРН - Югославія |